# Renault Laguna (concept car)

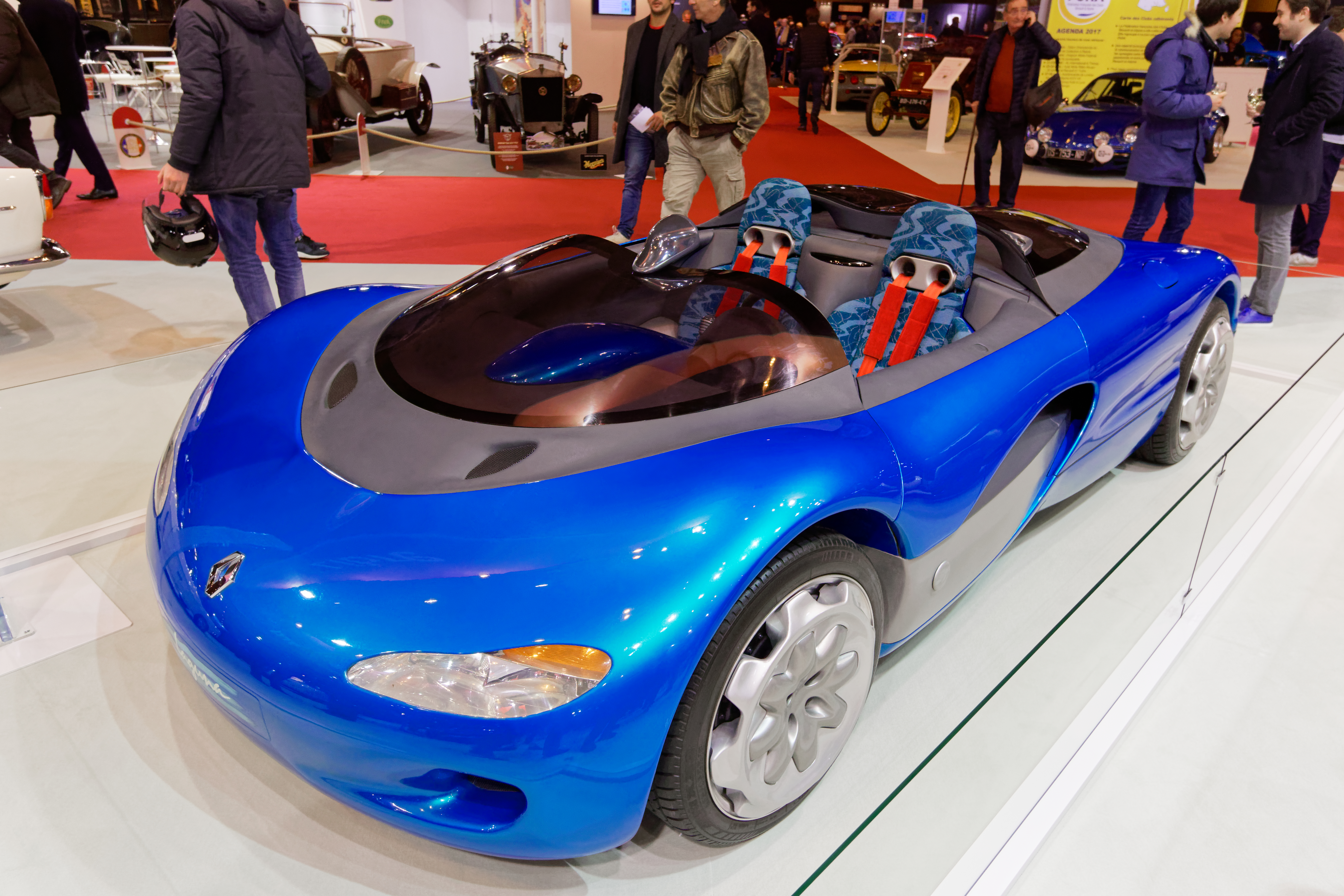
Concept car Laguna (1990)

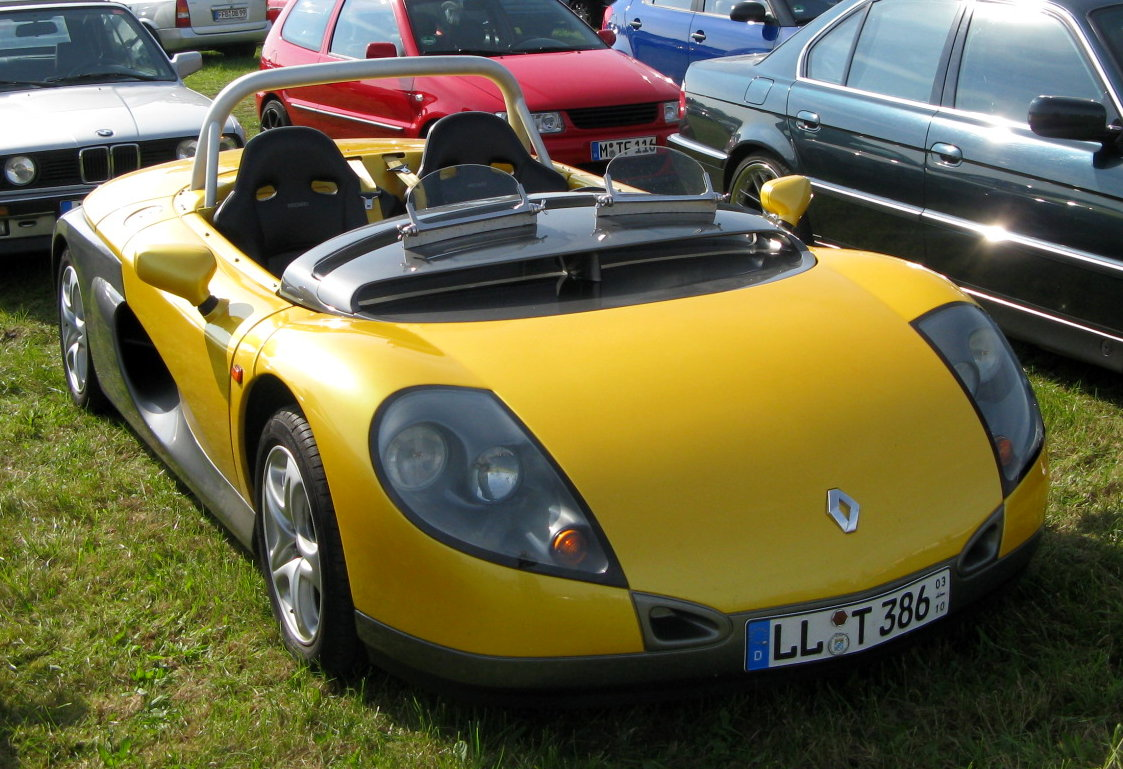
Un Spider

Le Renault Laguna est un concept car imaginé par Renault et présenté au Mondial de l'automobile de Paris en 1990. 
C'est un Roadster motorisé par un moteur à essence de 2 litres Turbo de 210 ch à 5 500 tr/min en position arrière central sur une cellule composite formée de tôles d'aluminium et de nid d'abeilles, prolongé en avant et en arrière par un treillis tubulaire. En complément, présence d'un toit en "tonneau cover" escamotable transparent.
Ce concept car conduira au Renault Spider commercialisé de 1996 à 1999.
Le nom « Laguna » sera attribué ensuite à une berline de série, la Renault Laguna, sortie en janvier 1994.